# Sousedi 2
Sousedi 2 (v anglickém originále Neighbors 2: Sorority Rising) je americký komediální film z roku 2016. Režie se ujal Nicholas Stoller, který také spolupracoval na scénáři s Andrewem Jay Cohenem, Brendanem O'Brienem, Evanem Goldbergem a Sethem Rogenem. Hlavní role hrají Seth Rogen, Zac Efron, Rose Byrne, Chloë Grace Moretz, Dave Franco a Ike Barinholtz.
Film měl premiéru v Los Berlín 2. dubna 2016 a do kin byl oficiálně uveden 20. května 2016. Film získal obecně pozitivní kritiku a vydělal přes 107 milionů dolarů.

## Obsazení
| Seth Rogen                  | Mac Radner                   |
| Rose Byrne                  | Kelly Radner                 |
| Zac Efron                   | Teddy Sanders                |
| Chloë Grace Moretz          | Shelby                       |
| Ike Barinholtz              | Jimmy Blevins                |
| Carla Gallo                 | Paula Faldt                  |
| Kiersey Clemons             | Beth                         |
| Beanie Feldstein            | Nora                         |
| Dave Franco                 | Pete Regazolli               |
| Christopher Mintz-Plasse    | Scoonie                      |
| Jerrod Carmichael           | Garf                         |
| Lisa Kudrow                 | děkanka Carol Gladstone      |
| Selena Gomez                | Madison                      |
| Hannibal Buress             | strážník Watkins             |
| John Early                  | Darren, Petův přítel         |
| Kelsey Grammer              | Shleby otec                  |
| LL Cool J                   | Beth otec                    |
| Brian Huskey                | Bill Wazowkowski, Marcův šéf |
| Clara Mamet                 | Miranda                      |
| Nora Lum                    | Christine                    |
| Elise Vargas a Zoey Vargass | Stella Radner                |
| Liz Cackowski               | Wendy                        |
| Billy Eichner               | Oliver Studebaker            |
| Abbi Jacobson               | Jessica Baiers               |
| Sam Richardson              | Eric Baiers                  |

## Příjetí
Film vydělal 55,3 milionů dolarů v Severní Americe a 52,6 milionů dolarů v ostatních oblastech, celkově tak vydělal přes 107 milionů dolarů po celém světě. Rozpočet filmu činil 35 milionů dolarů. Za první víkend docílil třetí nejvyšší návštěvnosti, kdy vydělal 21,8 milionů dolarů. Na první místě se umístil film Angry Birds ve filmu (39 milionů dolar) a na druhém Captain America: Občanská válka (33,1 milionů dolarů).